# 神戸市立御影中学校
神戸市立御影中学校（こうべしりつ みかげちゅうがっこう）は、兵庫県神戸市東灘区にある公立中学校。

## 沿革
（出典）　
- 1947年（昭和22年）4月 - 御影町立御影中学校として創立。職員7名、生徒1年3学級、2年1学級。
- 1947年（昭和22年）7月 - 御影中学校育友会発会。
- 1948年（昭和23年）6月 - 校歌及び応援歌制定。
- 1950年（昭和25年）4月 - 御影町が神戸市へ合併されたのに伴い、神戸市立御影中学校と改称。
- 1957年（昭和32年）11月 - 創立10周年記念、ポプラ植樹。
- 1967年（昭和42年）9月 - 創立20周年記念体育大会。
- 1968年（昭和43年）3月 - 創立20周年記念誌「20年のあゆみ」発行。
- 1977年（昭和52年）9月 - 創立30周年記念碑「心の輪」除幕式。
- 1977年（昭和52年）10月 - 八木重吉詩碑「夕焼け」建立除幕式。
- 1977年（昭和52年）11月 - 創立30周年記念式典。
- 1979年（昭和54年）10月 - 講堂緞帳新調。
- 1981年（昭和56年）8月 - 西校舎便所改修。
- 1982年（昭和57年）3月 - 部室・体育倉庫建設完了。
- 1984年（昭和59年）4月 - プール建設工事完了。
- 1985年（昭和60年）3月 - 南校舎屋上塔屋に校章取付。
- 1985年（昭和60年）4月 - 夜間照明工事完了。
- 1989年（平成元年）8月 - 体育館新築工事完了。
- 1989年（平成元年）10月 - 体育館新築記念の会。
- 1992年（平成4年）11月 - 生徒によるきまり改定（心のきまり決定）。
- 1995年（平成7年） 1月 - 阪神・淡路大震災により西校舎全壊、南校舎に被害。避難所開設。
- 1995年（平成7年） 4月 - プレハブ仮設校舎設置。
- 1995年（平成7年） 9月 - 南校舎復旧工事。
- 1996年（平成8年） 4月 - 西校舎新設工事着工。
- 1997年（平成9年） 5月 - 西校舎完成。
- 1997年（平成9年） 7月 - 創立50周年記念式典。
- 1998年（平成10年） 4月 - 文部省読書指導法等研究指定校。
- 2001年（平成13年）12月 -「読書活動優秀実践校」文部大臣表彰。
- 2005年（平成17年）1月 - 震災10周年追悼式。
- 2007年（平成19年）1月 - エレベーター設置工事。
- 2007年（平成19年）10月 - 60周年記念行事。
- 2011年（平成23年）7月 - 南校舎耐震補強改修工事および太陽光発電パネル設置工事開始。
- 2011年（平成23年）10月 - 南校舎耐震補強改修工事完了。
- 2012年（平成24年）8月 - 中校舎外壁補修工事完了。
- 2012年（平成24年）11月 - 体育館棟外壁補修工事開始。

## 部活動

### 運動部
- 野球部
- サッカー部
- 陸上競技部
- 柔道部
- 卓球部
- ソフトテニス部
- 男子バスケットボール部
- ソフトボール部
- 女子バレーボール部

### 文化部
- 吹奏楽部
- 美術部
- 放送部
- コンピュータ部

## 事故・訴訟
2005年8月2日、淡路島で行われていた同校柔道部合宿において練習で体調不良を訴えていた男子部員（当時1年生）が指導員らの暴行を受け、その後、宿泊施設内の浴室脱衣所にて昏倒、翌3日未明に死亡。津名西署は傷害致死容疑で関係者から事情聴取（後、司法解剖）した結果、熱中症による急性心不全と判明。2006年12月、顧問臨時講師(当時30歳)と副顧問臨時講師(当時26歳)を業務上過失致死容疑で書類送検。2008年3月12日、被害生徒の遺族が学校側が注意義務を怠ったとして損害賠償を求め神戸市を提訴。2010年5月19日、神戸地方裁判所（角隆博裁判長）は元顧問の過失を認定、また過失と死亡との因果関係も認定。神戸市・原告側とも控訴せず、一審判決確定。

## 通学区域
以下3校の小学校区。
- 神戸市立御影小学校
- 神戸市立御影北小学校
- 神戸市立渦が森小学校のうち、鴨子ヶ原2丁目（1番を除く）、鴨子ヶ原3丁目（32番を除く）。

## 周辺
- 阪神御影駅
- 住吉駅 (JR西日本・神戸新交通)
- 兵庫県立御影高等学校
- 神戸市立御影小学校
- 甲南小学校
- 国道2号

## 交通アクセス
- 阪神本線御影駅から北西へ200m
- 阪神御影バス停から西へ200m
- 神戸市道弓場線沿い

## 通学区域が隣接している学校
- 神戸市立住吉中学校
- 神戸市立鷹匠中学校
- 神戸市立烏帽子中学校
- 神戸市立向洋中学校 （海を挟んで隣接。）

## 出身者
- 原秀六 - 法学者
- 山内健次 - 陸上競技選手、1988年ソウルオリンピック日本代表
- 橋本美穂 - 通訳者
- 高橋沙織 - お笑いコンビ「アルミカン」